# Giacomo Bonaventura
Giacomo Bonaventura (22. srpen 1989, San Severino Marche, Itálie) je italský fotbalový záložník v současnosti hrající za Fiorentinu  a za italský národní tým.

## Přestupy
- z Atalanty do AC Milán za 5 300 000 Euro
- z AC Milán do Fiorentiny zadarmo

## Kariéra
Fotbal začal hrát ve Virtus Castelvecchio, pak se stěhoval do Tolentina a pak si jej všimli skauti s klubu Atalanta BC. Svůj první zápas v prvním týmu a v lize odehrál 4. května 2008 ve věku 18 let, proti Livornu. Poté byl odesílán po hostováních. Od sezony 2010/11 je klíčovým hráčem Atalanty.
V létě 2014 jej koupil AC Milán a stal se i zde klíčovým hráčem. 23. prosince 2016 vyhrál svou první profesionální trofej, italský superpohár.
Byl stálí reprezentantem v mládežnických týmech do 19 let a do 20 let. Velkým úspěchem bylo druhé místo na ME U19 v roce 2008. Také se zúčastnil MS U20 2009
28. srpna 2010 obdržel pozvánku reprezentace Itálie U21 na kvalifikační zápasy. Za italskou reprezentaci si poprvé zahrál 31. května 2013, ve věku 23 let, v přátelském zápase proti San Marinu .

## Statistika

### Klubová
| Sezóna               | Klub                 | Liga                 | Liga   | Liga | Ligové poháry | Ligové poháry | Ligové poháry | Kontinentální poháry | Kontinentální poháry | Kontinentální poháry | Celkem | Celkem |
| Sezóna               | Klub                 | Soutěž               | Zápasy | Góly | Soutěž        | Zápasy        | Góly          | Soutěž               | Zápasy               | Góly                 | Zápasy | Góly   |
| -------------------- | -------------------- | -------------------- | ------ | ---- | ------------- | ------------- | ------------- | -------------------- | -------------------- | -------------------- | ------ | ------ |
| 2007/08              | Atalanta             | Serie A              | 1      | 0    | IP            | 0             | 0             | -                    | 0                    | 0                    | 1      | 0      |
| 2008/09              | Atalanta             | Serie A              | 1      | 0    | IP            | 0             | 0             | -                    | 0                    | 0                    | 1      | 0      |
| 2009                 | Pergocrema           | Lega Pro 1 Divisione | 3      | 1    | -             | 0             | 0             | -                    | 0                    | 0                    | 3      | 1      |
| 2009/10              | Atalanta             | Serie A              | 1      | 0    | IP            | 0             | 0             | -                    | 0                    | 0                    | 1      | 0      |
| 2010                 | Padova               | Serie B              | 16+2   | 0+1  | IP            | 0             | 0             | -                    | 0                    | 0                    | 18     | 1      |
| 2010/11              | Atalanta             | Serie B              | 31     | 9    | IP            | 2             | 0             | -                    | 0                    | 0                    | 33     | 9      |
| 2011/12              | Atalanta             | Serie A              | 29     | 2    | IP            | 1             | 0             | -                    | 0                    | 0                    | 30     | 2      |
| 2012/13              | Atalanta             | Serie A              | 35     | 7    | IP            | 1             | 1             | -                    | 0                    | 0                    | 36     | 8      |
| 2013/14              | Atalanta             | Serie A              | 31     | 5    | IP            | 0             | 0             | -                    | 0                    | 0                    | 31     | 5      |
| 2014                 | Atalanta             | Serie A              | 1      | 0    | IP            | 1             | 0             | -                    | 0                    | 0                    | 2      | 0      |
| Celkem za Atalantu   | Celkem za Atalantu   | Celkem za Atalantu   | 130    | 23   | -             | 5             | 1             | -                    | 0                    | 0                    | 135    | 24     |
| 2014/15              | Milán                | Serie A              | 33     | 7    | IP            | 1             | 0             | -                    | 0                    | 0                    | 34     | 7      |
| 2015/16              | Milán                | Serie A              | 33     | 6    | IP            | 6             | 1             | -                    | 0                    | 0                    | 39     | 7      |
| 2016/17              | Milán                | Serie A              | 19     | 3    | IP+IS         | 2+1           | 1+1           | -                    | 0                    | 0                    | 22     | 5      |
| 2017/18              | Milán                | Serie A              | 33     | 8    | IP            | 5             | 0             | EL                   | 9                    | 1                    | 47     | 9      |
| 2018/19              | Milán                | Serie A              | 8      | 3    | IP+IS         | 0+0           | 0+0           | EL                   | 2                    | 0                    | 10     | 3      |
| 2019/20              | Milán                | Serie A              | 29     | 3    | IP            | 3             | 1             | -                    | 0                    | 0                    | 32     | 4      |
| Celkem za Milán      | Celkem za Milán      | Celkem za Milán      | 155    | 30   | -             | 18            | 4             | -                    | 11                   | 1                    | 184    | 35     |
| 2020/21              | Fiorentina           | Serie A              | 34     | 3    | IP            | 1             | 0             | -                    | 0                    | 0                    | 35     | 3      |
| 2021/22              | Fiorentina           | Serie A              | 31     | 4    | IP            | 4             | 0             | -                    | 0                    | 0                    | 35     | 4      |
| 2022/23              | Fiorentina           | Serie A              | 30     | 5    | IP            | 4             | 0             | EKL                  | 15                   | 2                    | 49     | 7      |
| 2023/24              | Fiorentina           | Serie A              | 31     | 8    | IP+IS         | 3+1           | 0             | EKL                  | 7                    | 0                    | 42     | 8      |
| Celkem za Fiorentinu | Celkem za Fiorentinu | Celkem za Fiorentinu | 126    | 20   | -             | 13            | 0             | -                    | 22                   | 2                    | 161    | 22     |
| Celkově              | Celkově              | Celkově              | 432    | 75   | -             | 35            | 5             | -                    | 33                   | 3                    | 500    | 83     |

### Reprezentační

#### Statistika na velkých turnajích
- Na Mistrovství světa i Evropy ještě nehrál.

#### Reprezentační branka
| Gól | Datum      | Stadion                         | Soupeř | Skóre | Výsledek | Soutěž                 |
| --- | ---------- | ------------------------------- | ------ | ----- | -------- | ---------------------- |
| 010 | 7. 9. 2018 | Stadio San Nicola, Bari, Itálie | Malta  | 1:1   | 4:0      | Kvalifikace na ME 2024 |

## Úspěchy

### Klubové
- vítěz 2. italské ligy (1x)

Atalanta: 2010/11
- vítěz italského superpoháru (1x)

Milán: 2016

### Reprezentační
- 1x na MS 20 (2009)